# چرخش (فیلم)
چرخش (انگلیسی: Spin) یک فیلم مستند آمریکایی به کارگردانی برایان اسپرینگر است که در سال ۱۹۹۵ منتشر شد. این مستند انتخابات ریاست‌جمهوری ایالات متحده آمریکا (۱۹۹۲) و شورش‌های ۱۹۹۲ لس‌آنجلس را پوشش می‌دهد.

## بازیگران
- ال گور
- بیل کلینتون
- لورا بوش
- جان ویت
- جرج اچ. دابلیو بوش
- پت رابرتسون